# Lista de Wards do Zimbabwe
Os Distritos do Zimbabwe são divididos em 1200 wards (comunas) municipais. As wards são listadas abaixo, por distrito:

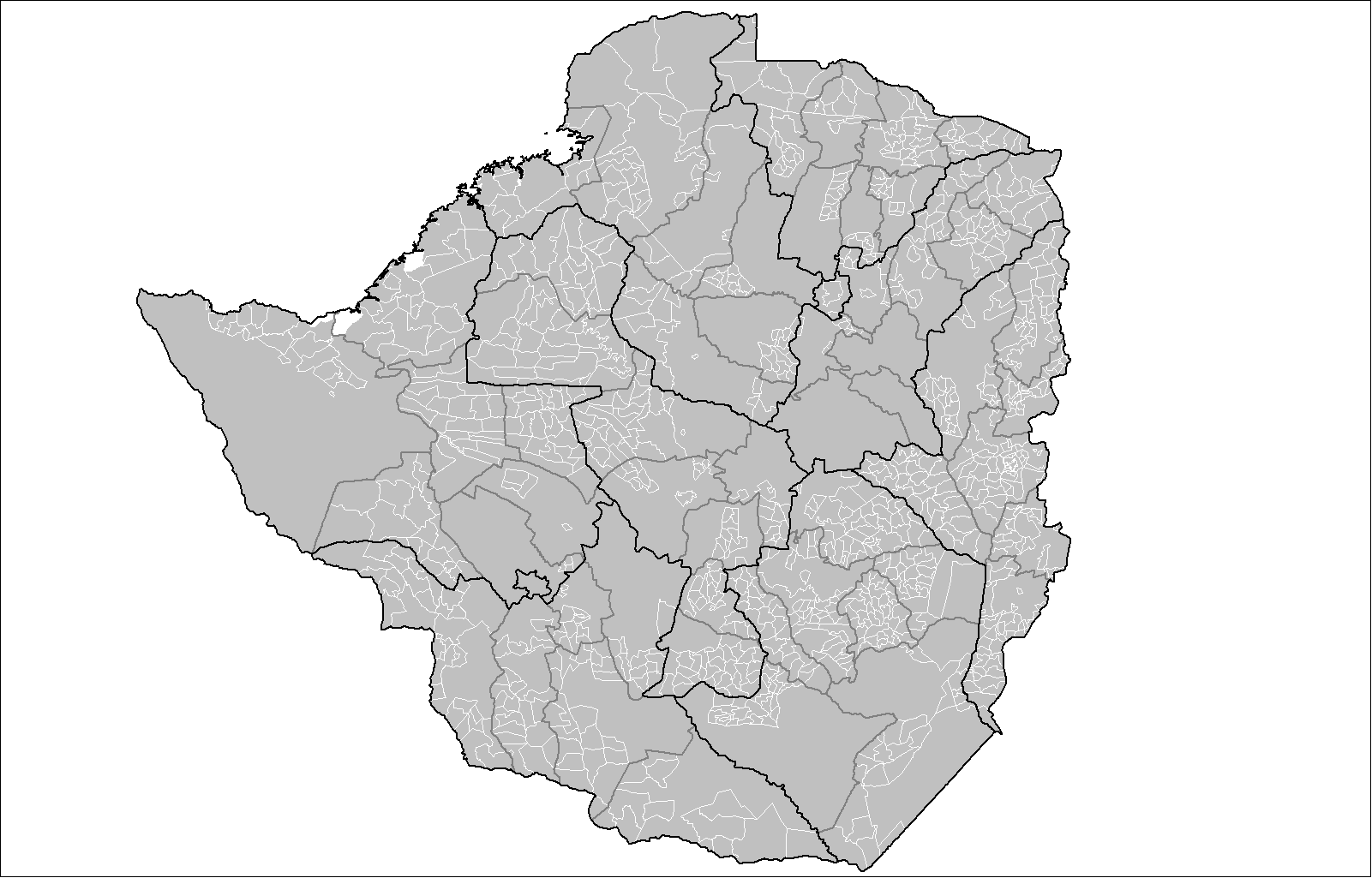
Wards do Zimbabwe

## Beitbridge
| - Beitbridge - Chipise - Dendele - Dite Ii | - Machuchuta - Maramani - Masera - Mtetengwe I | - Mtetengwe Ii - Mtetengwe Iii - Siyoka I - Siyoka Ii | - Área não-incorporada |

## Bikita
| - Baradzanwa - Bikita - Boora - Chigumisirwa - Chikuku - Chikukutu - Chiremwaremwa - Chirorwe - Devure | - Devure Ranch - Gangare - Magocha - Marozva (a) - Marozva (b) - Mashoko - Matsvange - Mazungunye - Mukore | - Mungezi - Mupamande - Murwira - Museti - Mutikizizi - Negovano - Nyahunda - Nyarushiri - Área não-incorporada |

## Bindura
| - Chiveso - Dindinyongwe - Gudza - Guwa | - Mhumhurwi - Muchapondwa - Muonwe - Mupandira | - Mutowa - Nyava - Área não-incorporada |

## Binga
| - Parque nacional de Chete - Chinonge - Chunga - Dobola - Kabuba - Kariangwe - Lubimbi - Lubu | - Manjolo - Muchesu - Nabusenga - National Park - Nsenga - Pashu - Saba-lubanda - Siachilaba | - Sianzyundu - Sikalenge - Simatelele - Sinamagonde - Sinampande - Sinansengwe - Tinde - Área não-incorporada |

## Bubi
- Inyathi
- Nkosikazi East
- Nkosikazi North
- Nkosikazi South
- Área não-incorporada

## Buhera
| - Betera - Chapwanya - Chikuwa - Chimombe 'b (Chimombe-chiweshe) - Chimombe A - Chimombe B - Chimombe East - Chimombe West - Chimombe West (Chimutsa W) - Chimutsa East - Chirozva A - Chirozva B | - Chitsunge - Chiweshe - Garamwera - Mabvuregudo - Makumbe - Makuvise - Marume - Mawire - Mombeyarara A - Mombeyarara B - Mudinzwa A - Mudinzwa B | - Mudzamiri - Munyira - Murambinda - Murwira - Mushumba East - Mushumba West - Mutiusinazita - Nechavava - Nerutanga - Neshava |

## Bulawayo
- Área não-incorporada

## Bulilimamangwe
| - Bambadzi - Bango - Dombodema - Empandeni - Figtree - Gala - Gwambe - Hingwe - Huwana - Izimnyama | - Mabhuna - Madlombuzi - Magcobafuthi - Makhulela - Malanswazi - Mambale - Maninji - Marula - Masendu - Matjingwe | - Mphoengs - Natane - Ndolwane - Nyele - Raditladi - Sangulube - Sansukwe - Somnene - Tjankwa - Área não-incorporada |

## Chegutu
| - Chivero C (n) - Chivero M - Chivero M (l) - Chivero O - Gora - Mashayamombe (i) | - Mashayamombe K - Mashayamombe P (j) - Murombedzi (h) - Ngezi C - Ngezi D - Nherera A | - Nherera B - Nyamweda (q) - Nyamweda P - Rwizi F - Área não-incorporada - Ward 22 (murombedzi H) |

## Chikomba
- Área não-incorporada

## Chimanimani
| - Biriri - Bumha (shinja Rs) - Chabika - Chakowa - Changazi - Chayamiti - Chikukwa | - Chikwakwa - Chiramba - Guune - Kudzanga - Manyuseni - Mhakwe - Mhandarume | - Ngorima A - Ngorima B - Nyahonde (nagodi Rs) - Nyanyadzi - Rupise - Shinja - Área não-incorporada |

## Chipinge
| - Ada Chisumbanje - Ada Middle Sabi - Bangwe/maunganidze - Checheche - Chibunji - Chibuwe - Chikore - Chinyaduma - Chipinge Urban - Chisumbanje - Chisungo - Chitenderano - Chitepo - Doroi - Dumisani | - Gumira - Hondoyapera - Jersey - Machona - Madhuku - Mahenye - Manzvire - Maongere - Mapungwana - Masonga - Mbuyanehanda - Musani - Mushandirapamwe - Musirizwi A - Musirizwi B | - Mutandahwe - Muzite - Ngaone - Nyagadza I - Nyagadza Ii - Nyamukunga - Nyaringire - Rudo - Small Dell Estate - Tamandayi - Tongogara Refugee Camp - Turaizvombo - Tuzuka - Área não-incorporada |

## Chiredzi
| - Batanai - Chechingwe - Chibavahlengwe - Chibwedziva - Chikombedzi - Chitsa - Chizvirizvi - Dikitiki | - Dzidzela - Gonakudzingwa - Gonarezhou - Makambe - Maose - Mkwasine - Mukuwini - Mupinga | - Nyangambe - Sabi Valley Ica - Sengwe - Tshovani - Twananani - Área não-incorporada - Xini |

## Chirumhanzu
| - Charandura - Chengwena - Chinyuni - Chizhou | - Mapiravana - Maware - Mhende - Musoropamwe | - Takawira - Takawira Resett - Tatonga - Tokwe (tokwe Iv) Rs | - Área não-incorporada |

## Chivi
| - Bachi - Badza\tiritose - Batanai - Batanai B - Bhefurai - Chasiyatende - Chemuzangari - Chigwikwi - Chitenderano - Kuvhirimara | - Madamombe - Madzivadondo - Manyanga - Marihuru - Matsveru - Mazihuru - Mukamba - Munaka - Neruvanga - Ngundu | - Nhamoyapera - Nyahombe - Rusununguko - Takawira - Área não-incorporada - Utsinda - Zifunzi - Zvamapere |

## Gokwe Norte (distrito)
| - Chireya I - Chireya Ii - Chireya Iii - Goredema - Gumunyu I - Gumunyu Ii - Madzivazvido | - Makore I - Makore Ii - Musadzi Rs - Nembudziya I - Nembudziya Ii - Nembudziya Iii - Nenyunka | - Nora Rs - Nyaurungwe Rs - Simchembo - Tsungai Rs - Área não-incorporada - Wadze Rs |

## Gokwe Sul (distrito)
| - Chemagora Lscfa - Chirima - Chirisa Park - Chisina I - Chisina Ii - Chisina Iii - Huchu - Jahana - Jiri | - Masuka - Mukoka Msala - Muyambi - Ndhlalambi I - Ndhlalambi Ii - Nemangwe I - Nemangwe Ii - Nemangwe Iii - Nemangwe Iv | - Nemangwe V - Ngomeni - Njelele I - Njelele Ii - Njelele Iii - Sai Mangidi - Sai Mangisi - Sai Sengwa - Área não-incorporada |

## Goromonzi
| - Chinyika - Dzvete - Gutu - Mawanga | - Munyawiri - Murape - Mwanza - Pote | - R' Nine– Shangure - Rusike - Shumba - Área não-incorporada |

## Guruve
| - Bepura I - Bepura Ii - Bepura Iii - Chapoto - Chipuriro A - Chipuriro B - Chipuriro C | - Chiriwo - Chisunga - Chitsungo - Knyurira - Mamini - Matsiwo A - Matsiwo B | - Mukwenya - Mutota - Neshangwe - Nyamhondoro - Shayavhudzi - Suoguru - Área não-incorporada |

## Gutu
| - Basera - Chigombe - Chihambakwe - Chikwanda\mazare - Chimedza - Chinyika - Chitsa - Chiwara - Chugunhuwe/denhere - Devure - Gutu South - Jinjika - Kubiku | - Magombedze - Majada - Makore - Makudo - Makuvaza - Mataruse - Matizha - Mawere\manungwa - Mazuru West - Mukaro - Munjanga\mupata - Munyaradzi\dzivarimwe - Munyikwa | - Mupandawana - Mushayavanhu - Mutema - Mutero\nyamande - Ndawi - Nerupiri - Nyamande - Nyazvidzi Sscfa - Serima\mavotsa - Soti Source - Área não-incorporada - Vhunjere - Zoma | - Zvavahera/dandavare |

## Gwanda
| - Alisupi - Buvuma - Sengezane - Mtshabezi Mission - Gwaranyemba - Gungwe - Hwali | - Kafusi - Lushongwe - Manama, Zimbabwe - Matshetshe - Mtshazo - Mzimuni, Zimbabwe - Nkwidze | - Ntalale - Shake, Zimbabwe - Silonga - Simbumbumbu - Sizeze - Área não-incorporada |

## Gweru
| - Bafana - Gambiza - Ilithelezwe - Madikani - Masvori Rs | - Mdubiwa - Mlezu - Mutengwa - Nkawana - Nyabango | - Nyama - Sikombingo - Somabula - Área não-incorporada |

## Harare
- Área não-incorporada

## Hurungwe
| - Chemusimbe - Chewore & Sapi - Chiroti/fuleche - Chundu - Dandahwa - Hurungwe Safaris A - Kanyati - Kapfunde - Kapiri | - Karereshi - Karuru - Kazangarare - Makuti & Charara - Mana Pools - Masanga - Matau - Mudzimu - Muzilawembe, (Mukakatenwa) | - Nyama - Nyamhunga - Piriviri - Pote - Pote Ii - Pote Iii - Área não-incorporada - Ward 5 (chisape) - Ward 6 (maumbe) - Ward 7 (chanetsa) |

## Hwange
| - Chidobe - Chikandakubi - Dete - Jambezi - Kachecheti | - Lupote - Mabale - Makwandara - Mbizha - Nekabandama | - Nekatambe - Nemananga - Sidinda - Silewu - Simangani | - Área não-incorporada |

## Hwedza
- Área não-incorporada

## Insiza
| - Avoca - Bekezela - Gwatemba - Mahole | - Mashoko - Masiyephambili - Mbondweni - Ntunteni | - Sanele - Sidzibe - Silalabuhwa - Área não-incorporada | - Vokola |

## Kadoma
| - Chegutu 6 Rs - Chenjiri S Scale - Hartley Safari - Jondale/bumbe | - Jopani Rs - Manyoni Estate - Muzvezve I Rs - Muzvezve Ii Rs | - Ngezi National Parks - Sachuru Rs - Área não-incorporada |

## Kariba
| - Bumi Hills - Chalala - Charara Safaris - Gatshegatshe - Hurungwe Safaris B | - Kanyati A - Kanyati B - Matusadonha Safaris - Mola A - Mola B | - Musambakaruma A - Musambakaruma B - Nabiri B - Negande A - Área não-incorporada |

## Kwekwe
| - Batanai - Chaminuka Ii - Chitepo - Empress Mine - Gwesela West - Inhlangano - Kubatana - Kushinga - Kwayedza | - Mabura - Makaba - Msokeli - Mtshikitsha - Nhlanganisa - Ntabeni North - Ntabeni South - Sebenzani - Sesombi I | - Sesombi I Rs - Sesombi Ii Rs - Sesombi Iii - Sesombi Iii Rs - Sidakeni - Silobela - Tongogara - Área não-incorporada - Zhombe Central |

## Lupane
| - Daluka - Dandanda - Dongamuzi - Gomoza - Gwamba - Jibajiba - Jotsholo - Lake Alice | - Lupaka - Lupanda - Lusulu - Malunku - Matshiya - Matshokotsha - Menyezwa - Mzola | - Ndimimbili - Pupu - Sibombo - Sobendle - St Pauls - Tshongokwe - Twenty Four - Área não-incorporada |

## Makonde
| - Chitomborwizi - Doma - Magonde | - Matashu - Área não-incorporada - Ward 17 (tategura Rs) | - Ward 3 - Ward 4 - Ward 5 |

## Makoni
| - Batanai - Bembero - Chiduku - Chinyamahumba - Chitangazuva - Denzva - Dowa - Dumbamwe - Gweza - Gwidza | - Mashayamvura - Matotwe - Mhezi - Mutombwa - Mutungagore - Nehanda - Ngowe - Nyahangare - Nyahonwe - Nyamagura | - Nyamatanda - Nyamidzi - Pasipanodya - Rongwe - Ruombwe - Sangano - Tikwiri - Tsagura - Área não-incorporada - Zurura |

## Marondera
- Área não-incorporada

## Masvingo
| - Charumbira (a) - Charumbira (b) - Charumbira (c) - Chatikobo - Chikwanda - Dowa - Gozho - Guwa - Inyoni Rs - Machitenda - Mapanzure - Maregere - Marirangwe | - Mhara - Mshagashe East - Mshagashe West - Mugabe - Mukosi Rs - Munyambe - Murinye (a) - Murinye (b) - Mushandike - Mushavhi - Mushawasha East Sscfa - Mushawasha West Sscfa - Musingarambwi | - Mutonhodza - Ngomahuru Sscfa - Nyajena - Nyajena - Nyamande - Nyikavanhu - Shumba - Summerton Rs - Tokwane\ngundu Rs - Área não-incorporada - Zimuto - Zvinyaningwe East Sscfa - Zvinyaningwe West Sscfa |

## Matobo
| - Bambanani - Beula - Bidi - Dema - Donkwedonkwe - Dzembe - Gwezha - Lingwe | - Madwaleni - Makhasa - Malaba - Manyane - Marinoha - Makwe - Mbembeswana - Mbuso | - Mkokha - Nqindi - Sigangatsha - Silebuhwa - Sontala - St Anna - Área não-incorporada - Vulindlela |

## Mazowe
| - Chaminuka - Chipiri - Chiwororo - Endaikwenyu - Gato | - Makombwe - Masiyazvengo - Nehanda - Nyadzonya - Nyota | - Sawi - Tafirenyika - Takawira - Área não-incorporada |

## Mberengwa
| - (New Castle) Rs - Baradzamwa - Bhangwe - Bhinya Road - Chebvute - Chegato - Cheshanga - Chingechuru - Chingoma A - Chingoma B - Chizungu | - Danga - Dunda - Lscfa (mberengwa Ica) - Magamba - Mahlebadza - Makuwerere - Masvingo - Mataga - Mataruse B I - Mataruse B Ii - Maziofa | - Mketi - Muchembere - Murerezi - Mushandirapamwe - Musume - Ngungumbane - Nyamondo Ii - Nyamondo Iii - Ruremekedzo - Vukomba - Zvomukonde |

## Mudzi
| - Bangauya - Chikwizo A - Chikwizo B - Chimukoko - Goronga A - Goronga B | - Makaha A - Makaha B - Masarakufa - Mukota A - Mukota B - Mukota C | - Nyakuchena - Nyamukoho - Nyatana Game Park - Shinga - Suswe |

## Mukumbura
| - Bveke - Chahwanda - Chesa Danzva - Chesa Mtondwe - Chesa North - Chesa Nyajenje - Chesa South - Chiswiti | - Chitse - Dotito - Gomo Chigango - Kaitano - Kandeya - Karanda - Karuyana North - Karuyana South | - Matope - Mudzengerere - Mukumbura - Nembire - Nohwedza - Pachanza - Sohwe - Área não-incorporada |

## Murehwa
| - Chigonda - Chigwarada - Chikwira - Chipiri - Chitowa North - Chitowa South - Chiunze I - Chiunze Ii - Domborembudzi | - Karamba - Mabika - Manyika - Maramba - Marowe - Masiyandima - Mawanza Chitsungo - Muchinjike - Mukuruanopamaenza | - Musami - Nhakiwa I - Nhakiwa Ii - Nyamhara - Rota - Rukudzi - Área não-incorporada - Zhombwe |

## Mutare
| - Buwerimwe - Bvumba L.s.c.f.a - Chiadzwa - Chimoio - Chindunduma - Chishakwe I - Chishakwe Ii - Chitora - Dora North - Dora South - Dzobo - Gandayi | - Gombakomba - Kugarisana - Kushingirira - Mafararikwa A - Mafararikwa B - Mudzimundiringe - Mukuni S.s.c.f.a - Mukwada - Munyoro - Mupudzi I - Mupudzi Ii - Muradzikwa | - Murare - Mutanda I - Mutanda Ii - Mutsago - Mutupo - Ngomasha - Nhamburiko - Nyachityu - Nyahundi - Nyamazura Rs - Rowa - Área não-incorporada | - Zimunya |

## Mutasa
| - Chandisinai - Chikomba A - Chikomba B - Doweguru - Gondecharodzo - Mandeya A - Mandeya B - Mudwaramaredza | - Mudzindiko - Muparutsa - Nyakujara - Nyamaende - Nyamhuka - Rutungagore - Sadziwa - Sahumani | - Samanga A - Samanga B - Samaringa - Sanyahwe East - Sanyahwe West - Área não-incorporada - Zindi |

## Mutoko
| - Charehwa A - Charehwa B - Chimoyo A - Chimoyo B - Chimoyo C - Chindenga - Chiwore - Gumbure - Kabasa A | - Kabasa B - Kawere - Marira - Matedza - Mawanga - Mbudzi A - Mbudzi B - Mutoko Centre - Nyahondo | - Nyahunure - Nyamhanza A - Nyamhanza B - Nyamuganhu - Nyamukapa - Nyamutsahuni - Nyamuzizi - Área não-incorporada |

## Muzarabani
| - Chadereka - Chawarura - Chiweshe | - Gutsa - Hoya - Hwatsa | - Kapembere - Machaya - Muzarabani | - Área não-incorporada |

## Mwenezi
| - Bangwe - Basikiti - Chingami - Chirarange - Chirindi - Chitanga - Chizumba - Dinhe - Firidzi | - Mabhare - Machena - Makawire - Makwi - Mangwerume - Manhumamwe - Marimuka - Marinda - Musaverema | - Mushava - Negari - Nhande - Pambe - Rata - Shazhaume - Área não-incorporada - Wedza Block B |

## Nkayi
| - Fanisoni - Faroni - Gwampa Forestry - Jojo East - Jojo South - Jojo West - Kenilworth - Malandu East - Malandu West | - Malindi - Manguni I - Manguni Ii - Manomano - Mlume I - Mlume Ii - Mpande - Ngomambi Central - Ngomambi North | - Ngomambi South - Nhlanganiso - Nkalakatha - Phillip - Sibangalwana Ii - Sibangelana I - Sikhobokhobo - Siphunyuka - Sivalo |

## Nyanga
| - Bende - Chitsanza - Gairezi Rs - Gonde - Guramatunhu - Marawo - Mutombwa - Nyabunje - Nyadowa - Nyagota | - Nyajezi - Nyakomba - Nyamahumba - Nyamaropa - Nyamasara - Nyamubarawanda - Nyamutowera - Nyanga South - Nyanga South Rs - Nyanga Town | - Nyautare - Ruwangwe - Rwenya Game Park - Sanhani/shungu/kuedza - Sanyatwe - Tabudirira - Tombo I - Tombo Ii - Tongogara - Área não-incorporada |

## Rushinga
| - Bopoma - Chipara - Katohwe - Mahomba - Makuni - Maname | - Mapani - Marambanzara - Masoso - Masvingo - Mukosa - Nyamanyanya | - Nyamuzeya - Rukuta - Rusambo - Zvingowe |

## Seke
| - Chirimanhunga - Eleven - Mandedza - Mapfuti - Marirangwe North | - Marirangwe South - Matiti - Mutiusinazita - Nemasanga - Ngome | - Twelve - Área não-incorporada - Zhakata |

## Shamva
| - Chidembo - Chihuri - Chizinga (nyamaropa) - Gono - Goora | - Kajakata - Mupfure - Mutumba - Nyamaruro - Nyarukunda | - Rukoroori (mufurudzi) - Sanye - Shamva Lscfa (umfurudzi N) - Área não-incorporada |

## Shurugwi (distrito)
| - Área não-incorporada - Ward 1 (gundura) - Ward 2 (ndanga) - Ward 3 (donga) | - Ward 4 (hanke) - Ward 5 (nhema) - Ward 6 (tinhira) - Ward 7 (tongogara) | - Ward 8 (mazivisa) - Ward 9 (shamba) - Ward 10 (pisira) |

## Tsholotsho
| - Área não-incorporada - Ward 1 - Ward 2 - Ward 3 - Ward 4 - Ward 5 - Ward 6 | - Ward 7 - Ward 8 - Ward 9 - Ward 10 - Ward 11 - Ward 12 - Ward 13 | - Ward 14 - Ward 15 - Ward 16 - Ward 17 - Ward 18 - Ward 19 - Ward 20 |

## Umguza
| - Fingo - Ntabazinduna North | - Ntabazinduna South - Ntabazinduna West | - Área não-incorporada |

## Umzingwane
| - Dobhe - Dula - Esibomvu - Kumbudzi | - Mathendele - Mawabeni - Mtshede - Ntshamathe | - Sihlengeni - Silobi - Área não-incorporada - Vulindlela | - Zhalo |

## Uzumba-Maramba-Pfungwe
- Área não-incorporada

## Zaka
| - Bata South - Benzi - Bota Central - Bota North - Chemhazha - Chidzurira - Chigondauta - Chimedza - Chipinda - Chipinda Rs - Chiredzana - Dekeza - Dyangwe | - Dzoro North - Dzoro South - Kushinga - Machingambi - Masimbaevanhu - Mupedzanuna - Murembwa - Mushandirapamwe - Mushaya - Mutimwi - Mutonhori - Mutsvangwa - Muvuyu | - Nemauku - Nhema Central - Nhema North - Nhema South - Nyamutake - Tasungana - Tongogara - Tsuro - Área não-incorporada - Vanyoro - Zibwowa - Zishiri |

## Zvimba (distrito)
| - Chikambi - Chimbamauro - Chivanje - Dununu - Mucheka | - Mudapakati - Nyamangara - Área não-incorporada - Ward 10 - Ward 4 | - Ward 7 - Ward 8 - Ward 9 |

## Zvishavane (distrito)
| - Chenhunguru - Chiwonekano - Dayadaya - Guruguru - Hombe - Indava | - Lscfa - Mapirimira - Mototi - Murowa - Mutambe - Ngomayebani | - Runde - Shauke - Shavahuru - Ture - Área não-incorporada - Vukusvo |